# Cassie Scerbo
Cassandra Lynn Scerbo (30 maart 1990) is een Amerikaanse actrice, zanger en danseres. Ze was een van de leden van Slumber Party Girls in de CBS kindermuziekserieserie Dance Revolution. Ze speelde Brooke in de film Bring it on: In It to Win It (2007); als Lauren Tanner in de ABC-familie comedy-dramaserie Make It or Break It (2009-2012) en als Nova Clarke in de Sharknado-filmserie.

## Leven en carrière
Scerbo werd geboren in Long Island (New York) en is van Italiaanse afkomst. Scerbo is opgegroeid in Parkland (Florida) en speelde voetbal voor de Parkland Soccer Club. Ze woonde in Florida vanaf het moment dat ze op de kleuterschool zat, tot ze werd gecast in Make It or Break It. Zij woonde de Marjory Stoneman Douglas High School bij in Parkland. In 2006 deed Scerbo met succes auditie voor de Music Girl Group Slumber Party Girls. Scerbo werd gekozen als een van de vijf leden van meer dan 1.000 mede-indieners. In september 2006 was de groep gastheer voor de kindermuziekserieserie Dance Revolution die voeding en fitness voor kinderen bevorderde. De originele nummers van Slumber Party Girls waren dominant aanwezig tijdens de serieserie. Het debuutalbum Dance Revolution is uitgebracht maar kon geen hit worden. De serie werd niet verlengd voor een tweede seizoen. Toen de groep halverwege 2007 aan hun tweede record begon te werken, werd bevestigd dat de groep was gesplitst. Datzelfde jaar ondertekende Scerbo een contract voor solo-opnamen bij Geffen Records.
In 2007 heeft Universal Studios een  goedgekeurde vierde aflevering van de Bring It On filmfranchise met Scerbo bevestigd aan de ster. Ze portretteerde de rol van Brooke, de teamcaptain van de East Coast Jets Cheerleading squadra die drie jaar op rij hebben gewonnen bij Camp Spirit-Thunder. Het werd direct-naar-dvd uitgebracht in december 2007, wat over het algemeen negatieve recensies van critici opleverde. Datzelfde jaar verscheen Scerbo in de Disney Channel tv-pilot Arwin!.

## Film
| Jaar | Film                                     | Rol                    |
| ---- | ---------------------------------------- | ---------------------- |
| 2005 | Hitters Anonymous                        | jonge Leah (onvermeld) |
| 2006 | House Broken (tv-film)                   | Cassie                 |
| 2007 | Bring It On: In It to Win It             | Brooke                 |
| 2007 | Natural Born Komics                      | Montana                |
| 2008 | Soccer Mom                               | Tiffany                |
| 2011 | Teen Spirit (tv-film)                    | Amber                  |
| 2011 | Not Another Not Another Movie            | Ursula                 |
| 2011 | A Holiday Heist                          | Kate                   |
| 2011 | Bench Seat                               | Girl                   |
| 2012 | Music High                               | Candi Piper            |
| 2012 | Just Yell Fire: Campus Life              | haarzelf               |
| 2013 | Not Today                                | Audrey                 |
| 2013 | Sharknado                                | Nova Clarke            |
| 2013 | Bering Sea Beast                         | Donna Hunter           |
| 2014 | Agoraphobia                              | Faye                   |
| 2013 | Isolated                                 | Ambassadeur voor vrede |
| 2015 | Sharknado: Feeding Frenzy (documentaire) | haarzelf / Nova Clarke |
| 2015 | Sharknado 3: Oh Hell No!                 | Nova Clarke            |
| 2015 | My Life as a Dead Girl (tv-film)         | Brittany               |
| 2015 | Take a Chance                            | Cynthia                |
| 2017 | The Perfect Soulmate                     | Lee Maxson             |
| 2017 | Truth or Dare                            | Alex                   |
| 2017 | Sharknado 5: Global Swarming             | Nova Clarke            |
| 2018 | The Last Sharknado: It's About Time      | Nova Clarke            |
| 2022 | Requiem for a Scream (direct-naar-video) | Artemis                |
| 2023 | The Plus One                             | Marie James            |
| 2024 | The Fall                                 | Tiffany League         |
| 2024 | Amp House Massacre                       | Tiffany                |

## Serie
| Jaar      | Serie                             | Rol                    |
| --------- | --------------------------------- | ---------------------- |
| 2006-2007 | Dance Revolution                  | Meisje op slaapfeest   |
| 2008      | Mother Goose Parade               | ???                    |
| 2009-2012 | Make It or Break It               | Lauren Tanner          |
| 2010      | CSI: Miami                        | Hilary Swanson         |
| 2012-2015 | Randy Cunningham: 9th Grade Ninja | Heidi Weinerman (stem) |
| 2019      | Grand Hotel                       | Vanessa                |

## Referentie
Dit artikel, of een eerdere versie ervan, is op 17 september 2018 vertaald vanuit het Engelstalige artikel.
- Biblioteca Nacional de España: XX4433785
- International Standard Name Identifier: 0000 0001 1796 762X
- Library of Congress Control Number: n2011074252
- Virtual International Authority File: 168882812
- WorldCat: E39PBJf8qgcPDTkJ9jCx3VD6rq